# Nassa skärgård

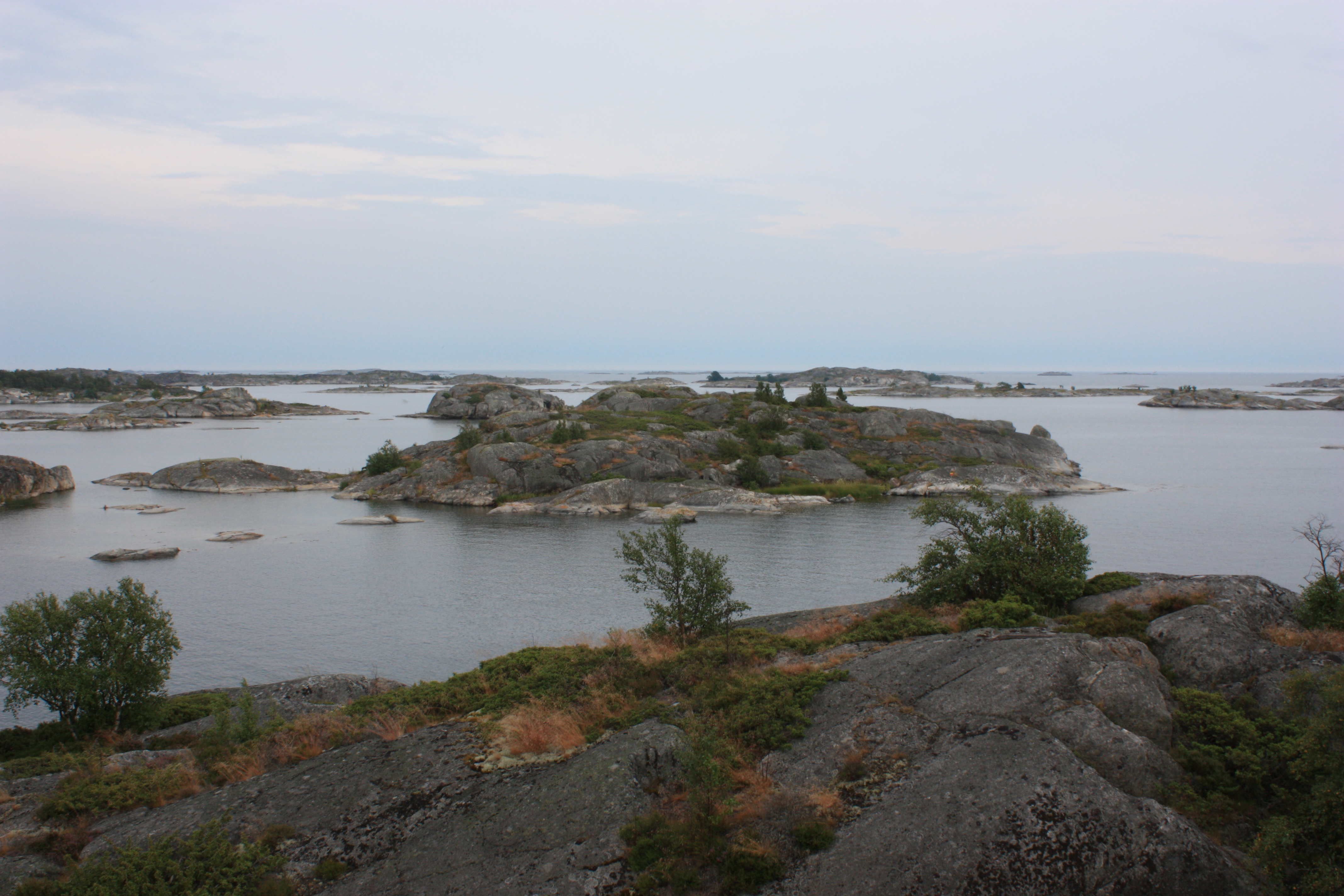
Stora Nassa skärgård från en holme omedelbart öster om Stora Bonden, vy österut.

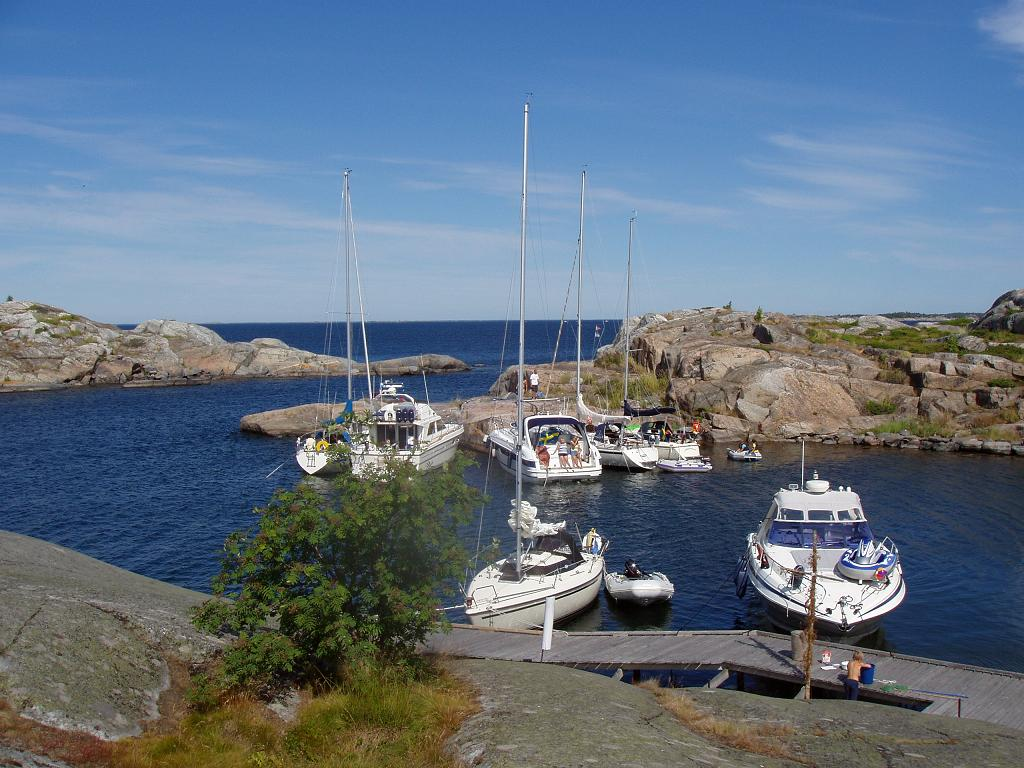
Naturhamnen vid Sprickopp, Lilla Nassa.

Nassa skärgård består av två ögrupper i Stockholms ytterskärgård: Stora Nassa och Lilla Nassa, söder om Stora Nassa. Naturen präglas av låga flerstammiga björkar och har ett rikt fågelliv.

## Stora Nassa skärgård
Hela Stora Nassa utom en del av ön Bonden är naturreservat. Flera öar är samtidigt fågelskyddsområde med landstigningsförbud från 1 februari till 15 augusti. Området omfattar ett stort antal mindre öar med en utsträckning i nord-sydlig riktning på drygt 3 distansminuter och 1,5 distansminuter i väst-ostlig riktning.

## Lilla Nassa Skärgård
Lilla Nassa ligger söder om Stora Nassa, nordost om Björkskärs skärgård. Båda dessa skärgårdar ägs privaträttsligt av Lidingö kommun, vilket har sin grund i Lidingöbon Jan Betulins testamente upprättat den 16 april 1759. 
Området har ungefär samma storlek i utsträckning som Stora Nassa men består av ett mindre antal öar. Här finns det endast lite låg buskvegetation.